# Acronicta fuscosuffusa
Acronicta fuscosuffusa là một loài bướm đêm trong họ Noctuidae.